# Gilberto Mendes
Pour les articles homonymes, voir Mendes.
Gilberto Mendes, né le 13 octobre 1922 dans l'État de São Paulo à Santos et mort le 1er janvier 2016 dans la même ville, est un compositeur brésilien.

## Biographie
Gilberto Mendes étudia le piano avec Antonieta Rudge et l'harmonie avec Sabino de Benedictis.
L'influence de Villa-Lobos se fait sentir dès ses premières œuvres, laissant entrevoir l'avènement proche de la bossa nova. Sa proximité avec les poètes du groupe Noigandres forgea l'inspiration fortement idéologique d'une partie de son œuvre (Beba Coca-Cola...). Depuis les années 1980, ses compositions ressortent principalement du courant de la Nouvelle musique consonante.
Dans les années 1970 et 1980, Gilberto Mendes enseigne à l'Université du Wisconsin et à l'Université du Texas, puis plus tard à l'université de São Paulo.
Il est le fondateur du Festival Musica Nova, entièrement consacré à la musique contemporaine.